# Panenka (mlži)
Panenka je rod vyhynulých prvohorních mořských mlžů, které poprvé popsal a pojmenoval paleontolog Joachim Barrande. Fosilní nálezy ukazují, že tito mlži žili v období siluru a devonu.

## Popis a výskyt
Schránky Panenek byly poměrně tenké, oválné až kruhovité s paprsčitými žebry, které byly odděleny jen o málo širšími žlábky. Vrchol schránky byl zahnutý k zámkové linii, přičemž samotný zámek byl nedokonalý  a jen s velmi slabě vvyvinutými zuby. Misky byly souměrné s šířkou až přes 6 cm a výškou 5 cm.
První nálezy těchto mlžů popsal Barrande v oblasti dnešního Barrandienu, a to např. v části Hlubočep, Lochkova nebo Branické skály. Do současnosti jsou však tyto fosilie nacházeny jak v silurských tak devonských usazeninách dnešní Evropy, Střední Ameriky a severní Afriky.

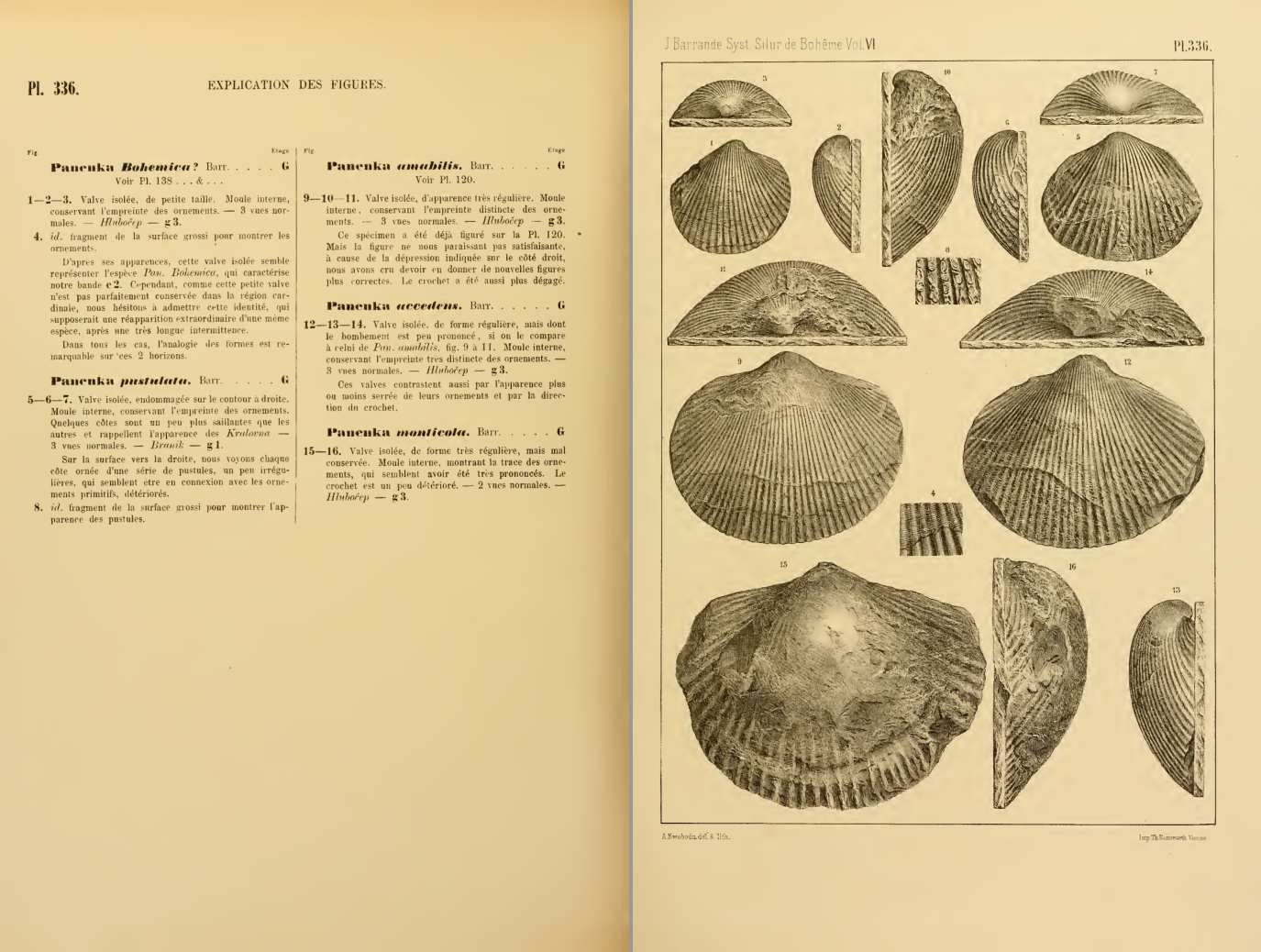
Příklady mlžů Panenka z Barrandova díla

## Pojmenování
Díky Joachimu Barrandovi, který si velmi oblíbil český jazyk, je tento rod pojmenován poněkud netypicky českým jménem. V roce 1881, kdy Barrande publikoval své dílo popisující Panenky, bylo zvykem, ale ještě ne pravidlem pojmenovávat nové druhy latinsky. Barrande si však v tomto případě prosadil své, i když se někteří zahraniční odborníci snažili jeho české názvy polatinštit — v tomto případě Puella místo Panenka.
Při pojmenovávání jednotlivých druhů Panenek, která jsou již v latině, pak Barrande projevil i svůj smysl pro humor, když do názvů promítnul široké spektrum ženských vlastností. V českém silurském moři tam můžeme nalézt například Panenky maličkou (nana), dobrosrdečnou (jovialis), vyrovnanou (aequabilis), mladou (junior), venkovskou (rustica), schopnou (idonea), věrnou (fidelis), ale také nevěrnou (infidelis), zmatenou (perplecta), fraškovitou (mimica), roztahovačnou (extensa), nevraživou (suscitans), výstřední  (excentrica) nebo nosatou (rostrata).
Ve svém monumentálním díle Systême silurien du centre de la Bohême Barrande popsal, vyobrazil a pojmenoval přes 200 druhů těchto živočichů.

## Taxonomie
Samotný rod Panenka a jeho zařazení do třídy mlžů je od prvního popisu Barrandem v 19. století stabilní. Ohledně zařazení do řádů a čeledí dosud nepanuje jednotný názor. Panenky jsou řazeny např. do řádu Paleoconcha, Antipleuroida nebo Cyrtodontida. Podobně neukotvené je zařazení do čeledí, např. Antipleuridae nebo Dualinidae.